# Copa América 1983/Spiele
Dieser Artikel umfasst die Spiele der Copa América 1983 mit allen statistischen Details. Die Kader der 10 beteiligten Nationalmannschaften finden sich unter Copa América 1983/Kader.

## Gruppenphase

### Gruppe A

#### Uruguay – Chile 2:1 (1:0)
| Uruguay                                              | Uruguay | Chile | Chile |
| ---------------------------------------------------- | --- | --- | ----- |
| Uruguay                                              | \| 1. September 1983 in Montevideo (Estadio Centenario) \| \| Zuschauer: 30.000 \| \| Schiedsrichter: Arnaldo Cézar Coelho ( Brasilien) \| | \| 1. September 1983 in Montevideo (Estadio Centenario) \| \| Zuschauer: 30.000 \| \| Schiedsrichter: Arnaldo Cézar Coelho ( Brasilien) \| | Chile |
| Uruguay                                              | Rodolfo Rodríguez – Néstor Montelongo, Nelson Gutiérrez, Eduardo Acevedo, Nelson Agresta – Washington González, Jorge Barrios, Wilmar Cabrera – Arsenio Luzardo 76., Fernando Morena 81., Luís Acosta Reserve Mario Saralegui 76., Carlos Aguilera 81. Cheftrainer: Omar Borrás ( Uruguay) | Marco Cornez – René Valenzuela, Leonel Herrera 73., Rubén Espinoza, Rodolfo Dubó – Alejandro Hisis, Marcelo Pacheco, Luis Rojas – Juan Letelier, Osvaldo Hurtado 62., Jorge Aravena Reserve Juan Rojas 62., Juan Orellana 73. Cheftrainer: Luis Ibarra ( Chile) | Chile |
| Uruguay                                              | 1:0 Acevedo (45.) 2:0 Morena (63., Elfmeter) | 2:1 Orellana (76.) | Chile |
| Uruguay                                              | Gutiérrez (77.) | Juan Rojas (77.) | Chile |
| 1. September 1983 in Montevideo (Estadio Centenario) | | |       |
| Zuschauer: 30.000                                    | | |       |
| Schiedsrichter: Arnaldo Cézar Coelho ( Brasilien)    | | |       |

#### Uruguay – Venezuela 3:0 (1:0)
| Uruguay                                              | Uruguay | Venezuela | Venezuela |
| ---------------------------------------------------- | --- | --- | --------- |
| Uruguay                                              | \| 4. September 1983 in Montevideo (Estadio Centenario) \| \| Zuschauer: 60.000 \| \| Schiedsrichter: Gabriel González ( Paraguay) \| | \| 4. September 1983 in Montevideo (Estadio Centenario) \| \| Zuschauer: 60.000 \| \| Schiedsrichter: Gabriel González ( Paraguay) \| | Venezuela |
| Uruguay                                              | Vicente Vega – Raúl Esnal, Eduardo Acevedo, Néstor Montelongo, Nelson Agresta – Washington González, Jorge Barrios, Wilmar Cabrera – Arsenio Luzardo, Fernando Morena 70., Luís Acosta Reserve Carlos Aguilera 70. Cheftrainer: Omar Borrás ( Uruguay) | César Baena – René Torres, Pedro Acosta, Oscar Torres, Carlos Betancourt – Robert Ellie, José Rodriguez 39., Braulen Barboza – Nelson Carrero 66., Rodolfo Carvajal, Pedro Febles Reserve Nicola Simonelli 39., Johnny Castellanos 66. Cheftrainer: Walter Róque ( Uruguay) | Venezuela |
| Uruguay                                              | 1:0 Cabrera (35.) 2:0 Morena (51., Elfmeter) 3:0 Luzardo (68.) | | Venezuela |
| Uruguay                                              | Acosta (70.) | R. Torres (70.), Simonelli (85.) | Venezuela |
| 4. September 1983 in Montevideo (Estadio Centenario) | | |           |
| Zuschauer: 60.000                                    | | |           |
| Schiedsrichter: Gabriel González ( Paraguay)         | | |           |

#### Chile – Venezuela 5:0 (3:0)
| Chile                                                              | Chile | Venezuela | Venezuela |
| ------------------------------------------------------------------ | --- | --- | --------- |
| Chile                                                              | \| 8. September 1983 in Santiago de Chile (Estadio Nacional de Chile) \| \| Zuschauer: 20.000 \| \| Schiedsrichter: Enrique Labo Revoredo ( Peru) \| | \| 8. September 1983 in Santiago de Chile (Estadio Nacional de Chile) \| \| Zuschauer: 20.000 \| \| Schiedsrichter: Enrique Labo Revoredo ( Peru) \| | Venezuela |
| Chile                                                              | Roberto Rojas – Rubén Espinoza, Marcelo Pacheco, René Valenzuela, Alejandro Hisis – Luis Rojas 46., Rodolfo Dubó, Jorge Aravena – Óscar Herrera 46., Óscar Arriaza, Juan Orellana Reserve Juan Soto 46., Juan Letelier 46. Cheftrainer: Luis Ibarra ( Chile) | Vicente Vega – Alberto Ramos 69., Pedro Acosta, Robert Ellie, Carlos Betancourt – Braulen Barboza, José Rodriguez, Nelson Carrero – Johnny Castellanos 74., Pedro Febles, Rodolfo Carvajal Reserve Ildemaro Fernández 69., José Milillo 66. Cheftrainer: Walter Róque ( Uruguay) | Venezuela |
| Chile                                                              | 1:0 Arriaza (22.) 2:0 Dubó (25.) 3:0 Aravena (35.) 4:0 Espinoza (51.) 5:0 Aravena (83.) | | Venezuela |
| Chile                                                              | Barboza (85.) | | Venezuela |
| 8. September 1983 in Santiago de Chile (Estadio Nacional de Chile) | | |           |
| Zuschauer: 20.000                                                  | | |           |
| Schiedsrichter: Enrique Labo Revoredo ( Peru)                      | | |           |

#### Chile – Uruguay 2:0 (1:0)
| Chile                                                               | Chile | Uruguay | Uruguay |
| ------------------------------------------------------------------- | --- | --- | ------- |
| Chile                                                               | \| 11. September 1983 in Santiago de Chile (Estadio Nacional de Chile) \| \| Zuschauer: 55.000 \| \| Schiedsrichter: Teodoro Nitti ( Argentinien) \|                                                                                 | \| 11. September 1983 in Santiago de Chile (Estadio Nacional de Chile) \| \| Zuschauer: 55.000 \| \| Schiedsrichter: Teodoro Nitti ( Argentinien) \| | Uruguay |
| Chile                                                               | Roberto Rojas – Rubén Espinoza, Leonel Herrera, René Valenzuela, Alejandro Hisis – Rodolfo Dubó, Juan Soto, Luis Rojas – Juan Letelier, Óscar Arriaza 46., Jorge Aravena Reserve Juan Orellana 46. Cheftrainer: Luis Ibarra ( Chile) | Rodolfo Rodríguez – Walter Olivera, Eduardo Acevedo, Néstor Montelongo, Nelson Agresta – Washington González, Jorge Barrios, Wilmar Cabrera, Alfredo De los Santos 70. – Arsenio Luzardo, Jorge Villazán Reserve Carlos Aguilera 70. Cheftrainer: Omar Borrás ( Uruguay) | Uruguay |
| Chile                                                               | 1:0 Dubó (9.) 2:0 Letelier (80., Kopfball) | | Uruguay |
| 11. September 1983 in Santiago de Chile (Estadio Nacional de Chile) | | |         |
| Zuschauer: 55.000                                                   | | |         |
| Schiedsrichter: Teodoro Nitti ( Argentinien)                        | | |         |

#### Venezuela – Uruguay 1:2 (0:0)
| Venezuela                                               | Venezuela | Uruguay | Uruguay |
| ------------------------------------------------------- | --- | --- | ------- |
| Venezuela                                               | \| 18. September 1983 in Caracas (Estadio Brígido Iriarte) \| \| Zuschauer: 3.000 \| \| Schiedsrichter: Carlos Montalván ( Peru) \| | \| 18. September 1983 in Caracas (Estadio Brígido Iriarte) \| \| Zuschauer: 3.000 \| \| Schiedsrichter: Carlos Montalván ( Peru) \| | Uruguay |
| Venezuela                                               | Vicente Vega – José Rodriguez, Pedro Acosta, Julio Barboza, Carlos Betancourt – Asdrúbal Sánchez, Franco Rizzi, Robert Ellie – José Gamboa 46., Pedro Febles, Rodolfo Carvajal 46. Reserve Douglas Cedeño 69., Nelson Carrero 66. Cheftrainer: Walter Róque ( Uruguay) | Rodolfo Rodríguez – Walter Olivera, Eduardo Acevedo, Néstor Montelongo, Nelson Agresta 69. – Washington González, Jorge Barrios, Mario Saralegui 57., Wilmar Cabrera – Carlos Aguilera, Luís Acosta Reserve Víctor Diogo 57., Alberto Santelli 69. Cheftrainer: Omar Borrás ( Uruguay) | Uruguay |
| Venezuela                                               | 1:1 Febles (77.) | 0:1 Santelli (74.) 1:2 Aguilera (87.) | Uruguay |
| Venezuela                                               | Montelongo (55.) | | Uruguay |
| 18. September 1983 in Caracas (Estadio Brígido Iriarte) | | |         |
| Zuschauer: 3.000                                        | | |         |
| Schiedsrichter: Carlos Montalván ( Peru)                | | |         |

#### Venezuela – Chile 0:0
| Venezuela                                               | Venezuela | Chile | Chile |
| ------------------------------------------------------- | --- | --- | ----- |
| Venezuela                                               | \| 21. September 1983 in Caracas (Estadio Brígido Iriarte) \| \| Zuschauer: 3.000 \| \| Schiedsrichter: Elías Jácome ( Ecuador) \| | \| 21. September 1983 in Caracas (Estadio Brígido Iriarte) \| \| Zuschauer: 3.000 \| \| Schiedsrichter: Elías Jácome ( Ecuador) \| | Chile |
| Venezuela                                               | César Baena – José Rodriguez, Pedro Acosta, Julio Barboza, Carlos Betancourt – Asdrúbal Sánchez, Franco Rizzi, Nelson Carrero 67., Douglas Cedeño – Rodolfo Carvajal 69., Pedro Febles Reserve William Urdaneta 67., Oscar Torres 69. Cheftrainer: Walter Róque ( Uruguay) | Roberto Rojas – Rubén Espinoza 56., Leonel Herrera, Rodolfo Dubó, Alejandro Hisis – Juan Letelier, René Valenzuela, Jorge Aravena, Luis Rojas – Óscar Arriaza 67., Juan Rojas Reserve Juan Soto 56., Juan Orellana 67. Cheftrainer: Luis Ibarra ( Chile) | Chile |
| 21. September 1983 in Caracas (Estadio Brígido Iriarte) | | |       |
| Zuschauer: 3.000                                        | | |       |
| Schiedsrichter: Elías Jácome ( Ecuador)                 | | |       |

### Gruppe B

#### Ecuador – Argentinien 2:2 (0:1)
| Ecuador                                               | Ecuador | Argentinien | Argentinien |
| ----------------------------------------------------- | --- | --- | ----------- |
| Ecuador                                               | \| 10. August 1983 in Quito (Estadio Olímpico Atahualpa) \| \| Zuschauer: 50.000 \| \| Schiedsrichter: Gilberto Aristizábal ( Kolumbien) \| | \| 10. August 1983 in Quito (Estadio Olímpico Atahualpa) \| \| Zuschauer: 50.000 \| \| Schiedsrichter: Gilberto Aristizábal ( Kolumbien) \| | Argentinien |
| Ecuador                                               | Carlos Delgado – Orlando Narváez, Wilson Armas, Orly Klinger, Hans Maldonado – José Vega, José Villafuerte, Polo Carrera 46. – Mario Tenorio, Lupo Quiñónez 79., Carlos Gorozabel Reserve Galo Vásquez 46., Vinicio Ron 79. Cheftrainer: Ernesto Guerra ( Ecuador) | Nery Pumpido – Néstor Clausen 69., José Brown, Omar Jorge, Oscar Garré – Ricardo Giusti, Miguel Russo, Alejandro Sabella, Jorge Burruchaga – Victor Ramos 68., Ricardo Gareca Reserve Rubén Insúa 68., Juan Bujedo 69. Cheftrainer: Carlos Bilardo ( Argentinien) | Argentinien |
| Ecuador                                               | 1:2 Vásquez (68.) 2:2 Vega (79., Elfmeter) | 0:1 Burruchaga (40.) 0:2 Burruchaga (51.) | Argentinien |
| 10. August 1983 in Quito (Estadio Olímpico Atahualpa) | | |             |
| Zuschauer: 50.000                                     | | |             |
| Schiedsrichter: Gilberto Aristizábal ( Kolumbien)     | | |             |

#### Ecuador – Brasilien 0:1 (0:1)
| Ecuador                                               | Ecuador | Brasilien | Brasilien |
| ----------------------------------------------------- | --- | --- | --------- |
| Ecuador                                               | \| 17. August 1983 in Quito (Estadio Olímpico Atahualpa) \| \| Zuschauer: 50.000 \| \| Schiedsrichter: Alfonso Postigo ( Peru) \| | \| 17. August 1983 in Quito (Estadio Olímpico Atahualpa) \| \| Zuschauer: 50.000 \| \| Schiedsrichter: Alfonso Postigo ( Peru) \|                                                                 | Brasilien |
| Ecuador                                               | Carlos Delgado – Orlando Narváez, Wilson Armas, Orly Klinger, Hans Maldonado – Luis Granda, Galo Vásquez, José Vega 65. – Mario Tenorio, José Villafuerte, Carlos Gorozabel 79. Reserve Polo Carrera 65., Lupo Quiñónez 79. Cheftrainer: Ernesto Guerra ( Ecuador) | Émerson Leão – Leandro, Márcio Rossini, Carlos Mozer, Júnior – Andrade, Renato 46., Tita, Careca – Roberto Dinamite, Jorginho Reserve China 46. Cheftrainer: Carlos Alberto Parreira ( Brasilien) | Brasilien |
| Ecuador                                               | 0:1 Roberto Dinamite (14.) | | Brasilien |
| 17. August 1983 in Quito (Estadio Olímpico Atahualpa) | | |           |
| Zuschauer: 50.000                                     | | |           |
| Schiedsrichter: Alfonso Postigo ( Peru)               | | |           |

#### Argentinien – Brasilien 1:0 (0:0)
| Argentinien                                                                   | Argentinien | Brasilien | Brasilien |
| ----------------------------------------------------------------------------- | --- | --- | --------- |
| Argentinien                                                                   | \| 24. August 1983 in Buenos Aires (Estadio Monumental Antonio Vespucio Liberti) \| \| Zuschauer: 70.000 \| \| Schiedsrichter: Juan Daniel Cardellino ( Uruguay) \| | \| 24. August 1983 in Buenos Aires (Estadio Monumental Antonio Vespucio Liberti) \| \| Zuschauer: 70.000 \| \| Schiedsrichter: Juan Daniel Cardellino ( Uruguay) \|                                           | Brasilien |
| Argentinien                                                                   | Ubaldo Fillol – Julián Camino, Roberto Mouzo, Enzo Trossero, Oscar Garré – José Ponce, Miguel Russo 46., Alejandro Sabella, Alberto Márcico 78. – Ricardo Gareca, Jorge Burruchaga Reserve Claudio Marangoni 46., Victor Ramos 78. Cheftrainer: Carlos Bilardo ( Argentinien) | Émerson Leão – Paulo Roberto, Carlos Mozer, Toninho Carlos, Júnior – China, Tita, Renato 58., Careca – Roberto Dinamite, Jorginho Reserve Geraldo Touro 58. Cheftrainer: Carlos Alberto Parreira ( Brasilien) | Brasilien |
| Argentinien                                                                   | 1:0 Gareca (55.) | | Brasilien |
| 24. August 1983 in Buenos Aires (Estadio Monumental Antonio Vespucio Liberti) | | |           |
| Zuschauer: 70.000                                                             | | |           |
| Schiedsrichter: Juan Daniel Cardellino ( Uruguay)                             | | |           |

#### Brasilien – Ecuador 5:0 (1:0)
| Brasilien                                            | Brasilien | Ecuador | Ecuador |
| ---------------------------------------------------- | --- | --- | ------- |
| Brasilien                                            | \| 1. September 1983 in Goiânia (Estádio Serra Dourada) \| \| Zuschauer: 35.000 \| \| Schiedsrichter: Luis Gregorio da Rosa ( Uruguay) \|                                                                                            | \| 1. September 1983 in Goiânia (Estádio Serra Dourada) \| \| Zuschauer: 35.000 \| \| Schiedsrichter: Luis Gregorio da Rosa ( Uruguay) \| | Ecuador |
| Brasilien                                            | Émerson Leão – Leandro, Márcio Rossini 46., Carlos Mozer, Júnior – Tita 61., Jorginho, Renato – Renato Gaúcho, Roberto Dinamite, Éder Aleixo Reserve Toninho Carlos 46., China 61. Cheftrainer: Carlos Alberto Parreira ( Brasilien) | Carlos Delgado – Orlando Narváez 42., Wilson Armas, Orly Klinger, Hans Maldonado – Galo Vásquez 76., Luis Granda, Tulio Quinteros – Mario Tenorio, Lupo Quiñónez, José Villafuerte Reserve Alfredo Encalada 42., Hamilton Cuvi 76. Cheftrainer: Ernesto Guerra ( Ecuador) | Ecuador |
| Brasilien                                            | 1:0 Renato Gaúcho (12.) 2:0 Roberto Dinamite (46.) 3:0 Roberto Dinamite (55.) 4:0 Éder Aleixo (58.) 5:0 Tita (60.) | | Ecuador |
| 1. September 1983 in Goiânia (Estádio Serra Dourada) | | |         |
| Zuschauer: 35.000                                    | | |         |
| Schiedsrichter: Luis Gregorio da Rosa ( Uruguay)     | | |         |

#### Argentinien – Ecuador 2:2 (0:1)
| Argentinien                                                                     | Argentinien | Ecuador | Ecuador |
| ------------------------------------------------------------------------------- | --- | --- | ------- |
| Argentinien                                                                     | \| 7. September 1983 in Buenos Aires (Estadio Monumental Antonio Vespucio Liberti) \| \| Zuschauer: 40.000 \| \| Schiedsrichter: Juan Daniel Cardellino ( Uruguay) \| | \| 7. September 1983 in Buenos Aires (Estadio Monumental Antonio Vespucio Liberti) \| \| Zuschauer: 40.000 \| \| Schiedsrichter: Juan Daniel Cardellino ( Uruguay) \|                                       | Ecuador |
| Argentinien                                                                     | Ubaldo Fillol – Julián Camino, Roberto Mouzo, Enzo Trossero, Oscar Garré – José Ponce 46., Claudio Marangoni 70., Alejandro Sabella, Alberto Márcico – Ricardo Gareca, Jorge Burruchaga Reserve Victor Ramos 46., Jorge Rinaldi 70. Cheftrainer: Carlos Bilardo ( Argentinien) | Milton Rodríguez – Alfredo Encalada, Orly Klinger, Wilson Armas, Hans Maldonado – José Vega, Bolívar Ruiz, Tulio Quinteros – Jorge Ron, Lupo Quiñónez, Hamilton Cuvi Cheftrainer: Ernesto Guerra ( Ecuador) | Ecuador |
| Argentinien                                                                     | 1:1 Ramos (50.) 2:2 Burruchaga (90., Elfmeter) | 0:1 Quiñónez (44.) 1:2 Maldonado (90., ) | Ecuador |
| 7. September 1983 in Buenos Aires (Estadio Monumental Antonio Vespucio Liberti) | | |         |
| Zuschauer: 40.000                                                               | | |         |
| Schiedsrichter: Juan Daniel Cardellino ( Uruguay)                               | | |         |

#### Brasilien – Argentinien 0:0
| Brasilien                                       | Brasilien | Argentinien | Argentinien |
| ----------------------------------------------- | --- | --- | ----------- |
| Brasilien                                       | \| 14. September 1983 in Rio de Janeiro (Maracanã) \| \| Zuschauer: 75.000 \| \| Schiedsrichter: Mario Lira ( Chile) \|                                                                     | \| 14. September 1983 in Rio de Janeiro (Maracanã) \| \| Zuschauer: 75.000 \| \| Schiedsrichter: Mario Lira ( Chile) \| | Argentinien |
| Brasilien                                       | Émerson Leão – Leandro, Márcio Rossini, Carlos Mozer, Júnior – Andrade, Jorginho, Sócrates, Renato Gaúcho – Roberto Dinamite, Éder Aleixo Cheftrainer: Carlos Alberto Parreira ( Brasilien) | Ubaldo Fillol – Julio Olarticoechea, José Brown, Enzo Trossero, Oscar Garré – Miguel Russo, Claudio Marangoni, Alejandro Sabella 65., Alberto Márcico 82. – Ricardo Gareca, Jorge Burruchaga Reserve Victor Ramos 65., José Ponce 82. Cheftrainer: Carlos Bilardo ( Argentinien) | Argentinien |
| 14. September 1983 in Rio de Janeiro (Maracanã) | | |             |
| Zuschauer: 75.000                               | | |             |
| Schiedsrichter: Mario Lira ( Chile)             | | |             |

### Gruppe C

#### Bolivien – Kolumbien 0:1 (0:0)
| Bolivien                                           | Bolivien | Kolumbien | Kolumbien |
| -------------------------------------------------- | --- | --- | --------- |
| Bolivien                                           | \| 14. August 1983 in La Paz (Estadio Hernando Siles) \| \| Zuschauer: 40.000 \| \| Schiedsrichter: Gabriel González ( Paraguay) \| | \| 14. August 1983 in La Paz (Estadio Hernando Siles) \| \| Zuschauer: 40.000 \| \| Schiedsrichter: Gabriel González ( Paraguay) \| | Kolumbien |
| Bolivien                                           | Eduardo Terrazas – Ramiro Vargas, Roberto Pérez, Edgar Vaca, Carlos Urizar – Jorge Camacho, Johnny Villaroel, Erwin Romero, Carlos Borja 67. – Ovidio Messa, Miguel Aguilar 52. Reserve Silvio Rojas 52., Fernando Salinas 67. Cheftrainer: Wilfredo Camacho ( Bolivien) | James Mina – Oscar Bolaño, Nolberto Molina, Henry Viáfara, Víctor Luna – Arnoldo Iguarán, Hernán Herrera 48., Pedro Sarmiento, Juan Caicedo – Alex Valderrama, José Díaz 52. Reserve Willington Ortiz 48., Jesús Barrios 52. Cheftrainer: Efraín Sánchez ( Kolumbien) | Kolumbien |
| Bolivien                                           | 0:1 Valderrama (73.) | | Kolumbien |
| 14. August 1983 in La Paz (Estadio Hernando Siles) | | |           |
| Zuschauer: 40.000                                  | | |           |
| Schiedsrichter: Gabriel González ( Paraguay)       | | |           |

#### Peru – Kolumbien 1:0 (0:0)
| Peru                                                | Peru | Kolumbien | Kolumbien |
| --------------------------------------------------- | --- | --- | --------- |
| Peru                                                | \| 17. August 1983 in Lima (Estadio Nacional) \| \| Zuschauer: 30.000 \| \| Schiedsrichter: José Luis Martínez Bazán ( Uruguay) \| | \| 17. August 1983 in Lima (Estadio Nacional) \| \| Zuschauer: 30.000 \| \| Schiedsrichter: José Luis Martínez Bazán ( Uruguay) \| | Kolumbien |
| Peru                                                | Eusebio Acasuzo – Jorge Ramírez, Pedro Requena, Rubén Díaz 69., Roberto Rojas – José Velásquez, Germán Leguía, Luis Reyna 65. – Eduardo Malásquez, Franco Navarro, Eduardo Muñoz Reserve Pedro Bonelli 65., José Casanova 69. Cheftrainer: Juan José Tan ( Peru) | James Mina – Oscar Bolaño, Nolberto Molina, Henry Viáfara 72., Víctor Luna – José Díaz, Hernán Herrera, Pedro Sarmiento, Juan Caicedo – Jesús Barrios 75., Arnoldo Iguarán Reserve Alvaro Escobar 72., Antony de Ávila 75. Cheftrainer: Efraín Sánchez ( Kolumbien) | Kolumbien |
| Peru                                                | 1:0 Navarro (77.) | | Kolumbien |
| 17. August 1983 in Lima (Estadio Nacional)          | | |           |
| Zuschauer: 30.000                                   | | |           |
| Schiedsrichter: José Luis Martínez Bazán ( Uruguay) | | |           |

#### Bolivien – Peru 1:1 (0:0)
| Bolivien                                            | Bolivien | Peru | Peru |
| --------------------------------------------------- | --- | --- | ---- |
| Bolivien                                            | \| 21. August 1983 in La Paz (Estadio Hernando Siles) \| \| Zuschauer: 45.000 \| \| Schiedsrichter: Jorge Eduardo Romero ( Argentinien) \|                                                                          | \| 21. August 1983 in La Paz (Estadio Hernando Siles) \| \| Zuschauer: 45.000 \| \| Schiedsrichter: Jorge Eduardo Romero ( Argentinien) \| | Peru |
| Bolivien                                            | Eduardo Terrazas – Ramiro Vargas, Rolando Coimbra, Carlos Urizar, Carlos Torrico – José Melgar, Edgar Castillo, Erwin Romero, David Paniagua – Ovidio Messa, Silvio Rojas Cheftrainer: Wilfredo Camacho ( Bolivien) | Eusebio Acasuzo – Jorge Ramírez, Jaime Duarte 70., Pedro Requena, Jorge Aguayo – José Velásquez, Pedro Bonelli, Germán Leguía 76. – Eduardo Malásquez, Genaro Neyra, Franco Navarro Reserve José Casanova 70., Alberto Mora 76. Cheftrainer: Juan José Tan ( Peru) | Peru |
| Bolivien                                            | 1:0 Romero (65.) | 1:1 Navarro (89.) | Peru |
| 21. August 1983 in La Paz (Estadio Hernando Siles)  | | |      |
| Zuschauer: 45.000                                   | | |      |
| Schiedsrichter: Jorge Eduardo Romero ( Argentinien) | | |      |

#### Kolumbien – Peru 2:2 (0:1)
| Kolumbien                                           | Kolumbien | Peru | Peru |
| --------------------------------------------------- | --- | --- | ---- |
| Kolumbien                                           | \| 28. August 1983 in Bogotá (Estadio Nemesio Camacho) \| \| Zuschauer: 50.000 \| \| Schiedsrichter: Arnaldo Cézar Coelho ( Brasilien) \| | \| 28. August 1983 in Bogotá (Estadio Nemesio Camacho) \| \| Zuschauer: 50.000 \| \| Schiedsrichter: Arnaldo Cézar Coelho ( Brasilien) \|                                                                                                   | Peru |
| Kolumbien                                           | James Mina – Oscar Bolaño, Nolberto Molina, Miguel Prince, Víctor Luna – Hernán Herrera 50., José Díaz, Juan Caicedo 72., Pedro Sarmiento – Arnoldo Iguarán, Alex Valderrama Reserve Fernando Fiorillo 50., Norberto Peluffo 72. Cheftrainer: Efraín Sánchez ( Kolumbien) | Eusebio Acasuzo – Jorge Ramírez, Pedro Requena, Jaime Duarte, Roberto Rojas – José Velásquez, Germán Leguía, Luis Reyna 84. – Eduardo Malásquez, Franco Navarro, Juan Caballero Reserve Alberto Mora 84. Cheftrainer: Juan José Tan ( Peru) | Peru |
| Kolumbien                                           | 1:1 Prince (46.) 2:1 Fiorillo (69.) | 0:1 Malásquez (25., Elfmeter) 2:2 Caballero (85.) | Peru |
| 28. August 1983 in Bogotá (Estadio Nemesio Camacho) | | |      |
| Zuschauer: 50.000                                   | | |      |
| Schiedsrichter: Arnaldo Cézar Coelho ( Brasilien)   | | |      |

#### Kolumbien – Bolivien 2:2 (1:0)
| Kolumbien                                           | Kolumbien | Bolivien | Bolivien |
| --------------------------------------------------- | --- | --- | -------- |
| Kolumbien                                           | \| 31. August 1983 in Bogotá (Estadio Nemesio Camacho) \| \| Zuschauer: 45.000 \| \| Schiedsrichter: José Vergara ( Venezuela) \| | \| 31. August 1983 in Bogotá (Estadio Nemesio Camacho) \| \| Zuschauer: 45.000 \| \| Schiedsrichter: José Vergara ( Venezuela) \| | Bolivien |
| Kolumbien                                           | Pedro Zape – Oscar Bolaño, Nolberto Molina, Miguel Prince, Víctor Luna – Hernán Herrera 54., José Díaz, Juan Caicedo, Pedro Sarmiento 72. – Fernando Fiorillo, Alex Valderrama Reserve Norberto Peluffo 54., Arnoldo Iguarán 72. Cheftrainer: Efraín Sánchez ( Kolumbien) | Eduardo Terrazas – Ramiro Vargas, Carlos Urizar, Rolando Coimbra, Carlos Arias – Edgar Castillo, José Melgar, Fernando Salinas – David Paniagua 54., Ovidio Messa 46., Erwin Romero Reserve Carlos Borja 46., Silvio Rojas 54. Cheftrainer: Wilfredo Camacho ( Bolivien) | Bolivien |
| Kolumbien                                           | 1:0 Valderrama (2.) 2:0 Molina (60., Elfmeter) | 2:1 Melgar (78.) 2:2 Rojas (80.) | Bolivien |
| 31. August 1983 in Bogotá (Estadio Nemesio Camacho) | | |          |
| Zuschauer: 45.000                                   | | |          |
| Schiedsrichter: José Vergara ( Venezuela)           | | |          |

#### Peru – Bolivien 2:1 (2:0)
| Peru                                         | Peru | Bolivien | Bolivien |
| -------------------------------------------- | --- | --- | -------- |
| Peru                                         | \| 4. September 1983 in Lima (Estadio Nacional) \| \| Zuschauer: 50.000 \| \| Schiedsrichter: Guillermo Budge ( Chile) \| | \| 4. September 1983 in Lima (Estadio Nacional) \| \| Zuschauer: 50.000 \| \| Schiedsrichter: Guillermo Budge ( Chile) \| | Bolivien |
| Peru                                         | Eusebio Acasuzo – Pedro Requena, Raúl García, Jaime Duarte 46. – Roberto Rojas, José Velásquez, Germán Leguía, Luis Reyna 68. – Eduardo Malásquez, Franco Navarro, Juan Caballero Reserve Jorge Ramírez 46., José Casanova 68. Cheftrainer: Juan José Tan ( Peru) | Eduardo Terrazas – Ramiro Vargas, Rolando Coimbra, Roberto Pérez, Edgar Vaca – Carlos Urizar, José Melgar, Fernando Salinas – David Paniagua 46., Ovidio Messa, Erwin Romero Reserve Silvio Rojas 46. Cheftrainer: Wilfredo Camacho ( Bolivien) | Bolivien |
| Peru                                         | 1:0 Leguía (6.) 2:0 Caballero (21.) | 2:1 Paniagua (46.) | Bolivien |
| 4. September 1983 in Lima (Estadio Nacional) | | |          |
| Zuschauer: 50.000                            | | |          |
| Schiedsrichter: Guillermo Budge ( Chile)     | | |          |

## Finalrunde

### Halbfinale

#### Peru – Uruguay 0:1 (0:0)
| Peru                                        | Peru | Uruguay | Uruguay |
| ------------------------------------------- | --- | --- | ------- |
| Peru                                        | \| 13. Oktober 1983 in Lima (Estadio Nacional) \| \| Zuschauer: 28.000 \| \| Schiedsrichter: Sergio Vásquez ( Chile) \| | \| 13. Oktober 1983 in Lima (Estadio Nacional) \| \| Zuschauer: 28.000 \| \| Schiedsrichter: Sergio Vásquez ( Chile) \| | Uruguay |
| Peru                                        | Eusebio Acasuzo – Jaime Duarte, Pedro Requena, Jorge Aguayo, Rubén Díaz – Jorge Olaechea, José Velásquez, Luis Reyna 73. – Eduardo Muñoz 58., Franco Navarro, Juan Caballero Reserve Eduardo Malásquez 58., José Casanova 73. Cheftrainer: Juan José Tan ( Peru) | Rodolfo Rodríguez – Víctor Diogo, Nelson Gutiérrez, Eduardo Acevedo, Nelson Agresta – Washington González, Jorge Barrios, Wilmar Cabrera – Carlos Aguilera 80., Enzo Francescoli, Luís Acosta 77. Reserve Venancio Ramos 77., Mario Saralegui 80. Cheftrainer: Omar Borrás ( Uruguay) | Uruguay |
| Peru                                        | 0:1 Aguilera (46.) | | Uruguay |
| Peru                                        | Rodríguez hielt in der 79. Minute einen Elfmeter von Navarro | | Uruguay |
| 13. Oktober 1983 in Lima (Estadio Nacional) | | |         |
| Zuschauer: 28.000                           | | |         |
| Schiedsrichter: Sergio Vásquez ( Chile)     | | |         |

#### Uruguay – Peru 1:1 (0:1)
| Uruguay                                             | Uruguay | Peru | Peru |
| --------------------------------------------------- | --- | --- | ---- |
| Uruguay                                             | \| 20. Oktober 1983 in Montevideo (Estadio Centenario) \| \| Zuschauer: 58.000 \| \| Schiedsrichter: Arturo Ithurralde ( Argentinien) \| | \| 20. Oktober 1983 in Montevideo (Estadio Centenario) \| \| Zuschauer: 58.000 \| \| Schiedsrichter: Arturo Ithurralde ( Argentinien) \|                                                                       | Peru |
| Uruguay                                             | Rodolfo Rodríguez – Víctor Diogo, Nelson Gutiérrez, Eduardo Acevedo, Nelson Agresta – Washington González, Jorge Barrios, Wilmar Cabrera – Carlos Aguilera 75., Enzo Francescoli, Luís Acosta 71. Reserve Venancio Ramos 71., Mario Saralegui 75. Cheftrainer: Omar Borrás ( Uruguay) | Eusebio Acasuzo – Jaime Duarte, Pedro Requena, Jorge Aguayo, Rubén Díaz – Jorge Olaechea, José Velásquez, Germán Leguía – Eduardo Malásquez, Franco Navarro, Juan Caballero Cheftrainer: Juan José Tan ( Peru) | Peru |
| Uruguay                                             | 1:1 Cabrera (46., Kopfball) | 0:1 Malásquez (24., Kopfball) | Peru |
| Uruguay                                             | Saralegui (85.) | Duarte (85.) | Peru |
| 20. Oktober 1983 in Montevideo (Estadio Centenario) | | |      |
| Zuschauer: 58.000                                   | | |      |
| Schiedsrichter: Arturo Ithurralde ( Argentinien)    | | |      |

#### Paraguay – Brasilien 1:1 (0:0)
| Paraguay                                                    | Paraguay | Brasilien | Brasilien |
| ----------------------------------------------------------- | --- | --- | --------- |
| Paraguay                                                    | \| 13. Oktober 1983 in Asunción (Estadio Defensores del Chaco) \| \| Zuschauer: 55.000 \| \| Schiedsrichter: Gastón Castro ( Chile) \| | \| 13. Oktober 1983 in Asunción (Estadio Defensores del Chaco) \| \| Zuschauer: 55.000 \| \| Schiedsrichter: Gastón Castro ( Chile) \|                                                                     | Brasilien |
| Paraguay                                                    | Roberto Fernández – Dario Figueredo, Oscar Surián, Rogelio Delgado, Juan Torales – Gustavo Benítez 62., Aldo Florentín, Julio Romero, Ramón Hicks 69. – Milcíades Morel, Alfredo Mendoza Reserve Carlos Olmedo 62., Fidel Miño 69. Cheftrainer: Ramón Rodríguez ( Paraguay) | Émerson Leão – Paulo Roberto, Márcio Rossini, Carlos Mozer, Júnior – Andrade, Jorginho, Tita 79., Renato Gaúcho – Careca, Éder Aleixo Reserve Renato 79. Cheftrainer: Carlos Alberto Parreira ( Brasilien) | Brasilien |
| Paraguay                                                    | 1:0 Morel (70.) | 1:1 Morel (88.) | Brasilien |
| 13. Oktober 1983 in Asunción (Estadio Defensores del Chaco) | | |           |
| Zuschauer: 55.000                                           | | |           |
| Schiedsrichter: Gastón Castro ( Chile)                      | | |           |

#### Brasilien – Paraguay 0:0
| Brasilien                                                         | Brasilien | Paraguay | Paraguay |
| ----------------------------------------------------------------- | --- | --- | -------- |
| Brasilien                                                         | \| 20. Oktober 1983 in Uberlândia (Estádio Municipal João Havelange) \| \| Zuschauer: 75.000 \| \| Schiedsrichter: Juan Carlos Loustau ( Argentinien) \|                                                                       | \| 20. Oktober 1983 in Uberlândia (Estádio Municipal João Havelange) \| \| Zuschauer: 75.000 \| \| Schiedsrichter: Juan Carlos Loustau ( Argentinien) \| | Paraguay |
| Brasilien                                                         | Émerson Leão – Leandro, Carlos Mozer, Júnior, Márcio Rossini – Andrade, Jorginho, Renato 59., Renato Gaúcho 77. – Roberto Dinamite, Éder Aleixo Reserve Tita 59., Careca 77. Cheftrainer: Carlos Alberto Parreira ( Brasilien) | Roberto Fernández – Oscar Surián, Rogelio Delgado, Juan Torales, Gustavo Benítez – Justo Jacquet, Julio Romero, Carlos Olmedo, Milcíades Morel 46. – Aldo Florentín, Roberto Cabañas Reserve Alfredo Mendoza 46., Pedro Garay Cheftrainer: Ramón Rodríguez ( Paraguay) | Paraguay |
| Brasilien                                                         | Andrade (79.) | Cabañas (79.) | Paraguay |
| 20. Oktober 1983 in Uberlândia (Estádio Municipal João Havelange) | | |          |
| Zuschauer: 75.000                                                 | | |          |
| Schiedsrichter: Juan Carlos Loustau ( Argentinien)                | | |          |

### Finale

#### HinspielUruguay – Brasilien 2:0 (1:0)
| Uruguay                                             | Uruguay | Brasilien | Brasilien |
| --------------------------------------------------- | --- | --- | --------- |
| Uruguay                                             | \| 27. Oktober 1983 in Montevideo (Estadio Centenario) \| \| Zuschauer: 65.000 \| \| Schiedsrichter: Héctor Ortíz ( Paraguay) \| | \| 27. Oktober 1983 in Montevideo (Estadio Centenario) \| \| Zuschauer: 65.000 \| \| Schiedsrichter: Héctor Ortíz ( Paraguay) \|                                                                             | Brasilien |
| Uruguay                                             | Rodolfo Rodríguez – Víctor Diogo, Nelson Gutiérrez, Eduardo Acevedo, Nelson Agresta – Washington González, Jorge Barrios, Wilmar Cabrera – Carlos Aguilera 85., Enzo Francescoli, Luís Acosta 75. Reserve Venancio Ramos 75., Miguel Bossio 85. Cheftrainer: Omar Borrás ( Uruguay) | Émerson Leão – Leandro, Márcio Rossini, Carlos Mozer, Júnior – China 60., Jorginho, Renato – Renato Gaúcho, Roberto Dinamite, Éder Aleixo Reserve Tita 60. Cheftrainer: Carlos Alberto Parreira ( Brasilien) | Brasilien |
| Uruguay                                             | 1:0 Francescoli (41., Freistoß) 2:0 Diogo (80.) | | Brasilien |
| 27. Oktober 1983 in Montevideo (Estadio Centenario) | | |           |
| Zuschauer: 65.000                                   | | |           |
| Schiedsrichter: Héctor Ortíz ( Paraguay)            | | |           |

#### RückspielBrasilien – Uruguay 1:1 (1:0)
| Brasilien                                       | Brasilien | Uruguay | Uruguay |
| ----------------------------------------------- | --- | --- | ------- |
| Brasilien                                       | \| 4. November 1983 in Salvador (Arena Fonte Nova) \| \| Zuschauer: 95.000 \| \| Schiedsrichter: Edison Pérez Núñez ( Peru) \| | \| 4. November 1983 in Salvador (Arena Fonte Nova) \| \| Zuschauer: 95.000 \| \| Schiedsrichter: Edison Pérez Núñez ( Peru) \| | Uruguay |
| Brasilien                                       | Émerson Leão – Paulo Roberto, Márcio Rossini, Carlos Mozer, Júnior – China, Jorge Putinatti, Sócrates – Tita 77., Roberto Dinamite 43., Éder Aleixo Reserve Careca 43., Renato Gaúcho 77. Cheftrainer: Carlos Alberto Parreira ( Brasilien) | Rodolfo Rodríguez – Víctor Diogo, Nelson Gutiérrez, Eduardo Acevedo, Nelson Agresta – Washington González, Jorge Barrios, Wilmar Cabrera – Carlos Aguilera 82., Enzo Francescoli, Luís Acosta 46. Reserve Venancio Ramos 46., Miguel Bossio 82. Cheftrainer: Omar Borrás ( Uruguay) | Uruguay |
| Brasilien                                       | 1:0 Jorginho (23.) | 1:1 Aguilera (77., Kopfball) | Uruguay |
| 4. November 1983 in Salvador (Arena Fonte Nova) | | |         |
| Zuschauer: 95.000                               | | |         |
| Schiedsrichter: Edison Pérez Núñez ( Peru)      | | |         |